# 沈夢辰
沈夢辰（1989年6月13日—），出生于湖南省吉首市，籍贯湖南省龙山县，土家族。中國電視節目女主持人、女演員，現屬於湖南衛視。畢業於湖南大學新聞傳播與影視藝術學院06級表演本科班。
2005年曾參加新絲路模特大賽獲得長沙賽區第一、湖南省十佳。2007年參加中央電視台《挑戰主持人（高校版）》獲得團體第2名。2008年參加湖南電視台娛樂頻道舉辦的《星姐選舉》選美比賽獲得第一亞軍、最上鏡獎及最佳體態獎。2009年即與湖南衛視簽約在娛樂頻道擔任主持人，曾主持過《好女人》、《百姓春晚》、《瀟湘風尚大典》、《快樂男生》、《全力以赴》等節目。現已開始嘗試電視劇、電影演出。
除了主持湖南衛視的節目外，她也與尼格買提一起主持中央電視台綜藝頻道節目《開門大吉》，負責該節目的第二現場主持。丈夫為湖南衛視主持人杜海濤。

## 戲劇作品

### 电视剧
| 首播年份 | 剧名               | 角色     | 备注            |
| -------- | ------------------ | -------- | --------------- |
| 2004年   | 《真情》           | --       | 短劇            |
| 2009年   | 《我愛龍家樂》     | 龍佳欣   |                 |
| 2009年   | 《醜女無敵》第二季 | 馬歡歡   | 客串（36-37集） |
| 2013年   | 《快乐Elife》      | 女服務員 | 客串            |
| 2014年   | 《把爱带回家》     | 金元满   |                 |
| 2015年   | 《花样江湖》       | 梦爷     | 网剧            |
| 2015年   | 《妻子的谎言》     | 江一姗   |                 |
| 2015年   | 《剩斗士的店》     | 吕阳阳   |                 |
| 2015年   | 《史料不及》       | 花魁     | 网剧            |
| 2016年   | 《新婚公寓》       | 夢晨     | 客串            |
| 2016年   | 《我的奇妙男友》   | 张萱萱   |                 |
| 2019年   | 《重耳传奇》       | 嬴月     | 2016年拍攝      |
| 2019年   | 《新龙门客栈》     | 邱莫言   | [ 1 ]           |
| 2021年   | 《江山如此多娇》   | 向喜妹   |                 |
| 2025年   | 《国色芳华》       | 皇甫令歌 |                 |
| 2025年   | 《180天重启计划》  | 羅菁菁   |                 |
| 2025年   | 《成家》           | 林可欣   |                 |
| 2025年   | 《锦绣芳华》       | 皇甫令歌 |                 |
| 待播     | 《血盟千年》       |          |                 |

### 電影
- 2014年《這個大叔不太囧》，飾 周美娜
- 2017年《识色，幸也》
- 2018年《向天真的女生投降》(網絡電影)，飾 白雨绮
- 2019年《老公去哪了》
- 2023年《长沙夜生活》

### 主持&節目嘉賓
- 2010年《瀟湘風尚大典》，與汪涵共同擔任主持人
- 2010年《好女人》，與欣然等人共同擔任主持人
- 2010年《快樂男聲》（全国300强突围赛）
- 2010年《職場大明星》主持人
- 2010年《節節高升》主持人
- 2011年《百姓春晚》主持人
- 2012年《全力以赴》主持人
- 2013年《我是歌手第一季》林志炫 經紀人
- 2014年《我是歌手第二季》品冠 經紀人
- 2015年《我是歌手2015雙年巔峰會》主持人
- 2015年《中韩梦之队》
- 2015年《我是歌手第三季》李健 經紀人
- 2016年《我是歌手第四季》張信哲 芒果經紀人
- 2016年《透鮮滴星期天》固定嘉賓（透鮮小分隊）
- 2016年《真正男子漢第二季》固定嘉賓
- 2017年《歌手2017》獅子合唱團 音乐合伙人
- 2017年《我们来了第二季》固定嘉宾
- 2017年《火星情報局》火星特工的一員
- 2018年《聲臨其境》芒果新生班的一員
- 2018年《歌手2018》郁可唯 音乐合伙人
- 2019年《女兒們的戀愛》固定嘉宾
- 2020年《乘風破浪的姐姐》選手之一員，在二公淘汰暂时离场
- 2020年《宇宙打歌中心》固定嘉賓
- 2023年《密室大逃脱》IP对撞季 第3.4期 嘉賓

### 廣告
- 2013年 澎澎香浴乳

## 外部連結
- 沈夢辰的Instagram帳戶
- 沈夢辰的新浪微博
- 沈夢辰的哔哩哔哩个人空间
- 沈梦辰的抖音账号
- 沈梦辰的小红书账号
- 沈夢辰在香港影庫上的簡介
- 沈夢辰在豆瓣電影上的簡介 （页面存档备份，存于）